# Gmina Kalis
Gmina Kalis (alb. Komuna Kalis) – gmina położona w północno-zachodniej części kraju. Administracyjnie należy do okręgu Kukës w obwodzie Kukës.  W 2013 roku populacja wynosiła 827 mieszkańców – 439 mężczyzn oraz 388 kobiet.
W skład gminy wchodzi pięć miejscowości: Gështenjë, Gurrë, Kalis, Kodër-Gështenjë, Pralish.